# ベヒモス

ウィリアム・ブレイクの描いたベヒモス（中）とレヴィアタン（下）

ベヒモス（英語: behemoth、ヘブライ語: בְּהֵמוֹת bəhēmōṯ ）は、『旧約聖書』の『ヨブ記』で語られる獣。同じく『ヨブ記』で語られるレヴィアタンと対比され、海と関連付けられるレヴィアタンに対して、陸の獣であるとされる。
その名前は「動物」と言う意味のヘブライ語「בְּהֵמָה behemah」の複数形であり（聖書においても『ヨブ記』40章を除いてはその意味で使われており、野獣(beasts）などと訳される）、その巨大さからの、偉大なものや強大なものを単数であっても複数形で表す尊厳の複数（Pluralis excellentiae）の表現であると考えられている。
日本語では「ベヒーモス」「ベヘモト」「ビヒーモス」「ビヒモス」「ベエマス」など様々なカナ表記が見られる。
一説には古代の豊穣のシンボルと関係があり、また中世には悪魔と見なされることもあった。
イスラームの伝承に登場する巨大な魚バハムートおよびその上に乗ったウシのクユーサーはベヒモスの影響を受けていると言われる。

## 『旧約聖書』のベヒモス

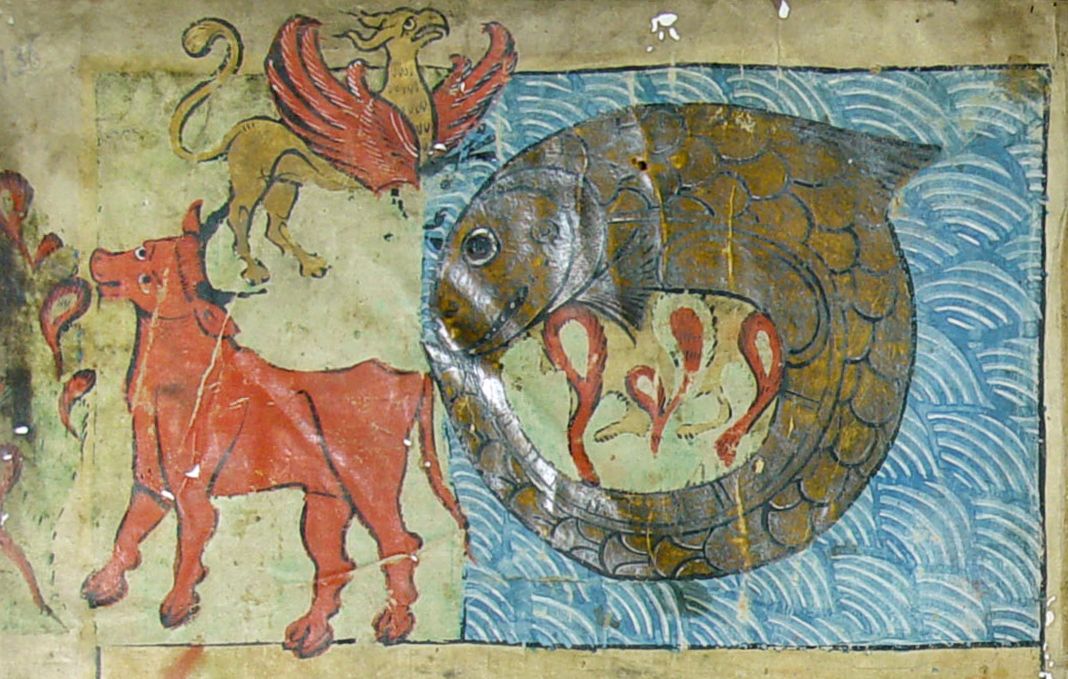
1278年にウルムで発刊された聖書に描かれたベヒモス（左）。右にレヴィアタン、上にはジズが描かれている。

『旧約聖書』「ヨブ記」において以下のように記述されている。
また、『詩篇』50章10節に「 בְּהֵמוֹת בְּהַרְרֵי־אָֽלֶף bᵊhēmôṯ bᵊharrê 'ālep̄ 」というフレーズがあり、欽定訳聖書などはこの בְּהֵמוֹת bᵊhēmôṯ を獣の一種として「the cattle upon a thousand hills」と訳すが、タルムードはこれを「千の山の上のベヒモス」であると解釈する（Bava Batra 74b 他）。
ベヒモスはゾウ、もしくはカバがモデルになったと考えられている。日本語訳の文語訳聖書（1917）および口語訳聖書（1955）では「河馬」の語が充てられていた。その姿はカバもしくはサイに似た獣の姿で描かれることが多い。ユダヤの伝承ではウシであるとされ שור הבר shor habor（野牛）と呼称されることもある。
ベヒモスは元々はカバと同じ、あるいは数倍の大きさの生き物とされていたが、時代を経るにつれて体の大きさのイメージは巨大化していった。
『ヨブ記』においてベヒモスの説明の次にレヴィアタンの説明が続き、この二者はユダヤ･キリストの伝承では地に住むベヒモスと海に住むレヴィアタンとして二頭一対のものとして語られる（あるいは空に住むジズを加えて三頭一鼎）。ユダヤの伝承では両者は世界の終末に際して相争って共倒れとなり、その肉は義人のための食料となるとされる。また、レヴィアタンとベヒモスはかつてはそれぞれ雌雄がいた、あるいはレヴィアタンとベヒモスが雌雄の関係であるなど、両者についてはさまざまな伝承・聖書解釈が存在する。（詳しくはレヴィアタンを参照）

## 悪魔としてのベヒモス

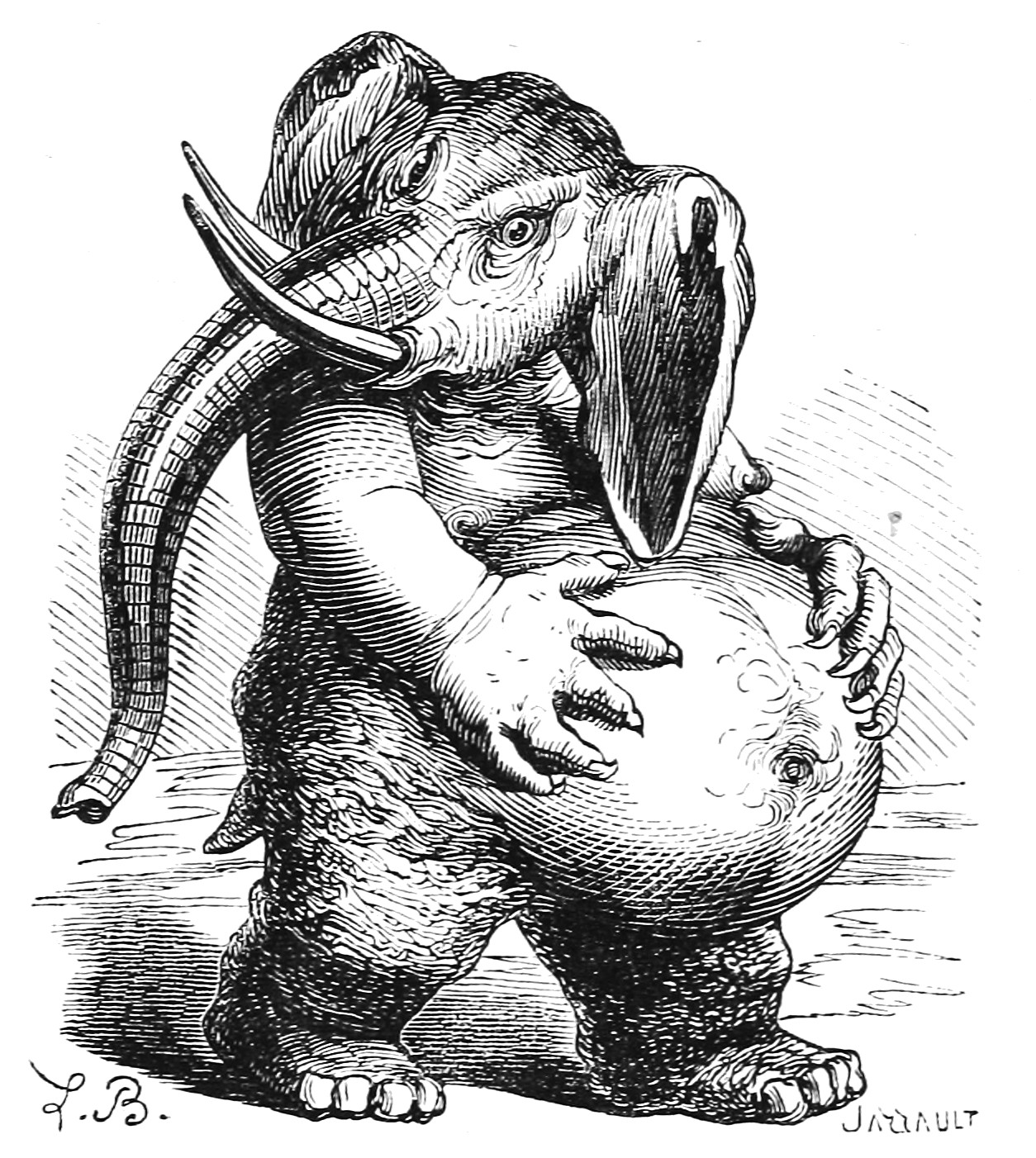
コラン・ド・プランシー著『地獄の辞典』におけるベヘモスの挿絵

中世以降はサタンなどと同じ悪魔と見られるのが一般化した。本来のキリスト教の観念とは全く関係が無い。
悪魔としては、『旧約聖書』の内容から転じて、暴飲暴食を司り、ひいては貪欲を象徴する。なお、対のレヴィアタンが七つの大罪における「嫉妬」の対応悪魔であるため、ベヒモスが七つの大罪における「暴食」あるいは「強欲」に対応しているかのように説明されることがあるが、これは誤りである（「暴食」はベルゼブブ、「強欲」はマモン）。
中世ヨーロッパにおいては象、もしくは象頭人身として描かれることが多い。

## その他のベヒモス
トマス・ホッブズは『ベヒーモス』において、社会契約によって形成された理想的な国家（コモンウェルス）体制をレヴィアタンに例え、対照的に、現実の清教徒革命・イングランド内戦やその下における長期議会といった混乱した国家状態をベヒモスに例えた。

## 関連文献
- ド・プランシー, コラン『地獄の辞典』床鍋剛彦訳、講談社、1990年6月。ISBN 978-4-06-201297-3。
- ディヴィッドスン, グスタフ『天使辞典』吉永進一監訳、創元社、2004年11月。ISBN 978-4-422-20229-7。